# If I Could Turn Back Time
If I Could Turn Back Time is een nummer van de Amerikaanse zangeres en actrice Cher. Het is de tweede single van haar negentiende studioalbum Heart of Stone uit 1989. In juni van dat jaar werd het nummer op single uitgebracht.

## Achtergrond
Na een lange tijd geen echte hit meer te hebben gescoord, maakte Cher met "If I Could Turn Back Time"  in de zomer van 1989 een comeback. Het nummer is een ballad over een meisje dat wenst dat ze de tijd terug kon draaien, zodat ze de pijn die ze haar jongen heeft aangedaan ongedaan kon maken. Het nummer werd geschreven door Diane Warren, en was aanvankelijk helemaal niet bedoeld voor Cher. Cher wilde het nummer in eerste instantie ook helemaal niet opnemen, maar uiteindelijk heeft Warren haar toch zover gekregen om het op te nemen. Chers outfit in de videoclip (een nietsverhullende bodystocking) zorgde in de zomer van 1989 voor de nodige controverse. MTV meed de clip en zond de videclip alleen na 21:00 uur 's avonds uit. Er werd daarom een iets gecensureerde versie van de clip samengesteld die wel overal en altijd vertoond kon worden. In Nederland werd de videoclip op televisie uitgezonden (Nederland 2) door het publieke  Veronica in de tv-versie van de Nederlandse Top 40 en het popprogramma Countdown en door de TROS in het popprogramma TROS Popformule. 
De plaat werd een wereldwijde hit. In thuisland de Verenigde Staten werd de 3e positie in de Billboard Hot 100 bereikt. In Canada werd de 2e positie bereikt, in Australië de nummer 1-positie, in Nieuw-Zeeland de 3e, Ierland de 6e, Duitsland de 16e, in het Verenigd Koninkrijk de 6e positie in de UK Singles Chart en in de Eurochart Hot 100 werd de 16e positie behaald.
In Nederland was de plaat op vrijdag 15 september 1989 Veronica Alarmschijf op Radio 3 en werd een gigantische hit in de destijds twee hitlijsten op de nationale publieke popzender. De plaat bereikte de 6e positie in de Nederlandse Top 40 en de 4e positie in de Nationale Hitparade Top 100. 
In België bereikte de single de 6e positie in zowel de voorloper van de Vlaamse Ultratop 50 als de Vlaamse Radio 2 Top 30. In Wallonië werd géén notering behaald.
Sinds de editie van december 2000 staat de plaat regelmatig genoteerd in de jaarlijkse NPO Radio 2 Top 2000 van de Nederlandse publieke radiozender NPO Radio 2, met als hoogste notering tot nu toe een 833e positie in 2000.

## NPO Radio 2 Top 2000
| Nummer met noteringen in de NPO Radio 2 Top 2000 | '00 | '01  | '02  | '03  | '04  | '05  | '06  | '07  | '08  | '09  | '10  | '11  | '12-'17 | '18  | '19  | '20  | '21  |
| ------------------------------------------------ | --- | ---- | ---- | ---- | ---- | ---- | ---- | ---- | ---- | ---- | ---- | ---- | ------- | ---- | ---- | ---- | ---- |
| If I Could Turn Back Time                        | 833 | 1514 | 1139 | 1543 | 1173 | 1748 | 1765 | 1841 | 1604 | 1962 | 1748 | 1997 | -       | 1889 | 1869 | 1839 | 1956 |

1. ↑  Een '-' betekent dat het nummer niet was genoteerd en een vetgedrukt getal geeft de hoogste notering aan.
2. ↑  2000 was het eerste jaar met een notering voor dit nummer.
3. ↑  Deze tabel is bijgewerkt tot en met de laatste editie (2024).